# 九原県 (包頭市)
九原県（きゅうげん-けん）は中華人民共和国内モンゴル自治区にかつて存在した県。現在の包頭市九原区に相当する。
秦朝により設置され、九原郡の郡治とされた。後漢に廃止された。